# アルコル
アルコル (Alcor) は、おおぐま座の恒星で4等星。北斗七星を形作るミザールの脇にある。

## 概要
アルコルとミザールとの離角は12分 (満月の半径程度) である。ある程度の視力があればミザールとアルコルを分離して見ることができる。14世紀のアラビアの辞典編集者マジドッディーン・フィールーザーバーディーによれば、かつてアラビアでは al-Ṣaidak (テスト) と呼ばれ、2つの星が分離して見えるかどうかで視力を試していたとする。

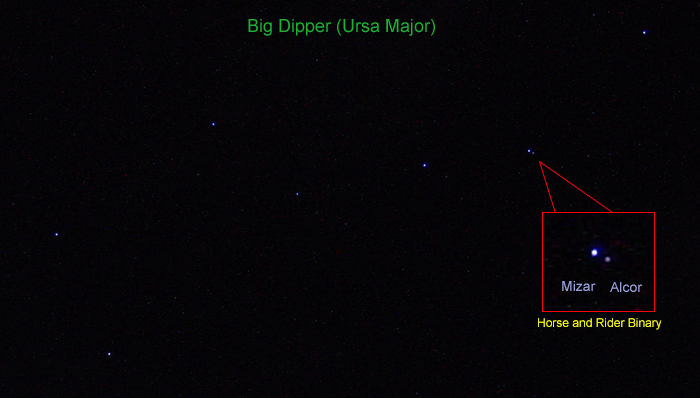
北斗七星とアルコル

## 特徴
太陽から、ミザールは約86光年、アルコルは約82光年の距離にあり、また両星の距離は約4光年離れている。どちらも、おおぐま座運動星団に属するが、この2つの星が見かけの二重星なのか、重力的に束縛された真の連星なのかについての結論は出されていない。2009年に、それぞれ独立した2つの研究グループが「アルコルは赤色矮星との連星系であり、四重連星系のミザールと重力的に結ばれている六重連星系である」とする説を発表している。

## 名称
学名は g Ursae Majoris (略称はg UMa) 、または80 Ursae Majoris (略称は80 UMa) 。固有名のアルコル または アルコア の由来には以下の2つの説がある。
- アラビア語で「かすかなもの」という意味の al Khawwar に由来するという説[1][6][10]。
- 元々 ε星に付けられていた al-jaun  (黒い馬、または黒い牡牛) という名称が、西洋で g星の名称として誤って伝わり、それがラテン語化されたときに訛って Alkor となったとする説[2][6]。この説では、本来の名前は「忘れられたもの」「拒絶されたもの」を意味する سها (Suhā) だったとしている[2][6]。

2016年6月30日に国際天文学連合の恒星の命名に関するワーキンググループ (Working Group on Star Names, WGSN) は、Alcor をおおぐま座80番星の固有名として正式に承認した。
中国語では、この伴星を「輔星」と呼ぶ。北宋の時代の道教の書『雲笈七籤』24巻「日月星辰部」では、北斗七星に「輔星」「弼星」をあわせ、北斗九星として記述している。
日本の場合、地方によっては「寿命星」などと呼ばれ、この星が見えなくなると年内に死ぬという言い伝えがある。ただし、以前に見えていたアルコルが見えなくなるのは老眼のせいと考えられるため、全く根拠のない迷信とは言い切れない部分もある。また「添え星」という呼び名もあり、それは江戸時代の『節用集』にもあらわれ、後陽成天皇の宸翰『星の圖』にもカタカナで書かれている。野尻抱影は「中国の輔星を訳したものか」と考えた。